# Еберсбах-Мусбах
Еберсбах-Мусбах (њем. Ebersbach-Musbach) општина је у њемачкој савезној држави Баден-Виртемберг. Једно је од 39 општинских средишта округа Равенсбург. Према процјени из 2010. у општини је живјело 1.746 становника. Посједује регионалну шифру (AGS) 8436093.

## Географски и демографски подаци
Еберсбах-Мусбах се налази у савезној држави Баден-Виртемберг у округу Равенсбург. Општина се налази на надморској висини од 580 - 705 метара. Површина општине износи 26,9 km². У самом мјесту је, према процјени из 2010. године, живјело 1.746 становника. Просјечна густина становништва износи 65 становника/km².